# Леопольд, Джордан
Джо́рдан Ду́глас Леопо́льд (англ. Jordan Douglas Leopold; род. 3 августа 1980, Голден-Вэлли, Миннесота, США) — американский хоккеист, защитник. По окончании сезона 2014/15 завершил игровую карьеру. В 1999 году на драфте НХЛ был выбран во 2-м раунде под общим 44-м номером клубом «Анахайм Майти Дакс». Всю профессиональную карьеру провёл в НХЛ, выступая за клубы «Калгари Флэймз», «Колорадо Эвеланш», «Флорида Пантерз», «Питтсбург Пингвинз», «Баффало Сейбрз», «Сент-Луис Блюз», «Коламбус Блю Джекетс» и «Миннесота Уайлд».

## Карьера
С 1998 до 2002 год Леопольд играл в американской студенческой лиге за команду университета Миннесоты — «Миннесота Голден Гоферс». Он помог «Голден Гоферс» выиграть национальный чемпионат NCAA, несмотря на давление, чтобы уйти пораньше в НХЛ. После своего первого сезона с «Миннесотой», заработав 23 очка, Леопольд был приглашен на драфт НХЛ 1999 года, в котором был выбран во 2 раунде под общим 44-м номером клубом «Анахайм Майти Дакс», как перспективный атакующий защитник. По окончании своего второго сезона за «Голден Гоферс», права на Леопольда перешли к «Калгари», которые выменяли их у «Анахайма» в обмен на Андрея Назарова и выбор во 2-м раунде драфта НХЛ. В 2001-02, свой последний сезон с «Миннесотой», он выиграл «Хоби Бейкер Авард», как лучший игрок сезона в студенческом хоккее. Он также играл за сборную США на чемпионате мира в этом году.

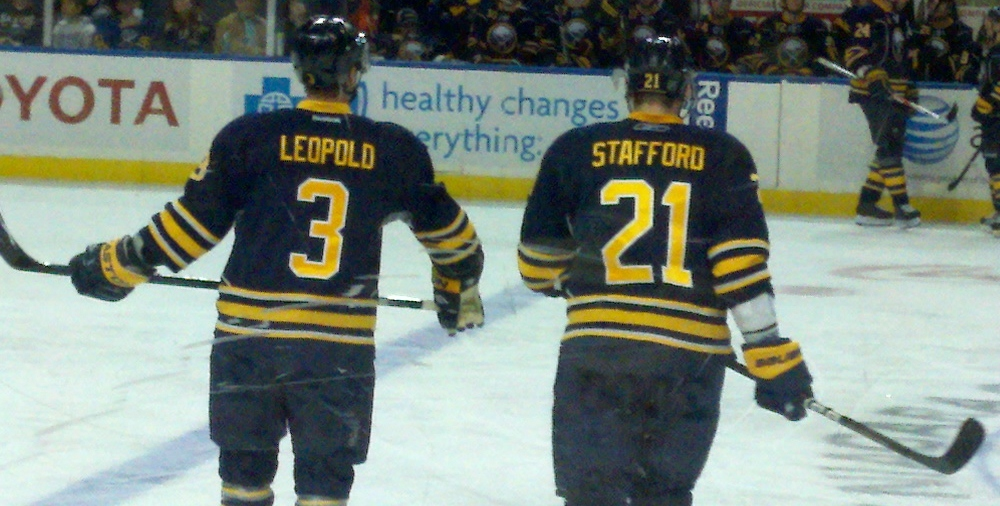
Леопольд вместе с партнером по «Баффало» Дрю Стэффордом

Леопольд начал свою профессиональную карьеру в НХЛ в сезоне 2002-03. Он отыграл 58 игр за «Калгари», забросив 4 шайбы и заработав 14 очков. В своем втором сезоне, Леопольд выглядел уже как закаленный ветеран, сыграл во всех 82 играх регулярного сезона и заработал 33 очка, а также помог «Флэймз» в плей-офф дойти до финала Кубка Стэнли. Игра, показанная в этом сезон, принесла ему место в составе американской сборной на чемпионатах мира 2005 года и на Зимние Олимпийские игры 2006.
После ещё одного сезона с «Флэймз», Леопольд был обменян в «Колорадо Эвеланш». Первый сезон Леопольда в «Эвеланш», в 2006-07 году, был почти полностью пропущен из-за травмы. Пропустив первые 25 игр сезона, он восстанавливался после операции по удалению грыжи. 11 декабря 2006 года он уже страдал от травмы паха, которые вывела его из строя ещё на 17 игр. Спустя месяц Леопольд был травмирован ещё раз, сломав запястье 17 февраля 2007 года, он фактически пропустил остаток сезона и сыграл лишь только в 15 играх. В конце сезона, 22 мая 2007 года, Леопольд подписал с «Колорадо» новый двухлетний контрактом.
В 2007-08 году, Леопольд был снова подвержен травмам, сопровождавшим весь сезон. Всего в сезоне Джордан пропустил 35 игр из-за травмы ноги и пневмонии. Леопольд также получил сотрясение мозга, когда получил грубый удар от Стива Отта 9 марта 2008 года. Отт впоследствии был дисквалифицирован на три игры.

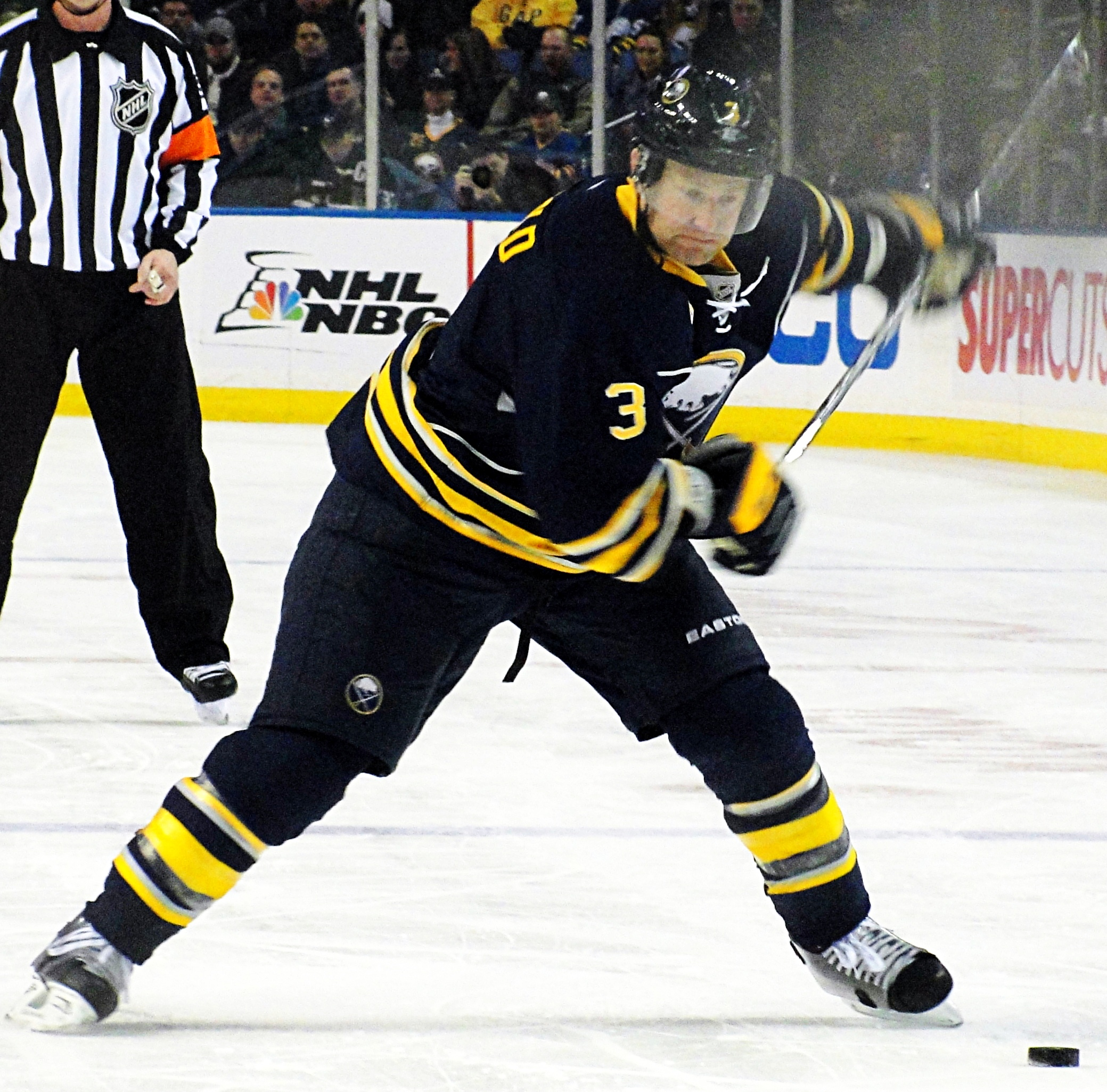
Леопольд в 2012 году

Леопольд полностью восстановил здоровье лишь перед сезоном 2008-09. Он играл в каждом матче за «Эвеланш» до конца срока возможных переходов в НХЛ. Тогда он был обменян обратно в «Калгари». Леопольд затем сыграл все 19 игр за «Флеймз», тем самым став первый игроком в НХЛ, сыгравшим 83 игры сезона, состоящего из 82 игр. Ян Уайт повторил этот рекорд в 2010 году.
2 июля 2009 года, став свободным агентом, Леопольд подписал однолетний контракт с «Флоридой Пантерз».
В сезоне 2009-10 Леопольд забил 7 голов и набрал 18 очков в 61 играх за «Пантерз». 1 марта 2010 года он был отдан «Питтсбург Пингвинз» в обмен на выбор во 2-м раунде драфта НХЛ 2010. 16 апреля 2010 года, во 2-й игре плей-офф в серии между «Питтсбургом» и «Оттавой», игра для Леопольда закончилась силовым приемом защитника «Сенаторов» Энди Саттона. Леопольд, имевший сотрясение мозга, остался без сознания на льду в течение нескольких минут. Он вернулся на лёд только во 2-й игре полуфинала Восточной конференции против «Монреаль Канадиенс».
1 июля 2010 года Леопольд покинул «Питтсбург» и в качестве свободного агента подписал трехлетний контракт с «Баффало Сейбрз».
2 марта 2015 года «Коламбус» обменял Леопольда в «Миннесоту Уайлд» на защитника Джастина Фэлка и выбор в пятом раунде драфта 2015 года.

## Статистика
| Легенда | Легенда                    | Легенда | Легенда                   | Легенда | Легенда    |
| ------- | -------------------------- | ------- | ------------------------- | ------- | ---------- |
| И       | Количество проведённых игр | Штр     | Штрафное время            | +/−     | Плюс-минус |
| Г       | Голы                       | П       | Голевые передачи          | О       | Очки       |
| -       | Статистика неизвестна      | —       | Статистика не учитывалась |         |            |

## Достижения
| Год  | Команда                 | Достижение                           | Достижение |
| ---- | ----------------------- | ------------------------------------ | ---------- |
| 2002 | Миннесота Голден Гоферс | Победитель турнира NCAA Championship |            |
| 2004 | Калгари Флэймз          | Обладатель Приза Кларенса Кэмпбелла  |            |

| Год        | Команда                 | Достижение                                     | Достижение |
| ---------- | ----------------------- | ---------------------------------------------- | ---------- |
| 1999       | Миннесота Голден Гоферс | Попадание в Сборную новичков WCHA              |            |
| 2000       | Миннесота Голден Гоферс | Попадание во вторую Сборную всех звёзд WCHA    |            |
| 2001, 2002 | Миннесота Голден Гоферс | Попадание в первую Сборную всех звёзд WCHA (2) |            |
| 2001, 2002 | Миннесота Голден Гоферс | Защитник года WCHA (2)                         |            |
| 2002       | Миннесота Голден Гоферс | Обладатель «Хоби Бейкер Мемориал Эворд»        |            |
| 2003       | Калгари Флэймз          | Участник Матча молодых звёзд НХЛ               |            |

### Комментарии
1. ↑  Приз лучшему игроку университетского хоккея США.